# A’ Ghlas-bheinn
Der A’ Ghlas-bheinn ist ein 918 m (3.012 ft) hoher, als Munro und Marilyn eingestufter Berg in Schottland. Sein gälischer Name kann in etwa mit Der grün-graue Berg übersetzt werden. Der Berg liegt in der historischen Region Kintail in der Council Area Highland, etwa 30 Kilometer südöstlich von Kyle of Lochalsh und rund 45 Kilometer nördlich von Fort William. 
Durch den Bealach na Sgairne, einen Passübergang am Ende des Gleann Chòinneachain auf etwa 500 m Höhe wird der in etwa in Form einer dreiseitigen felsigen Pyramide aufgebaute Gipfel des A’ Ghlas-bheinn vom südlich benachbarten Massiv des mit 1.032 m (3.386 ft) deutlich höheren Beinn Fhada getrennt. Nach Westen überragt das breite, durch mehrere tief eingeschnittene schmale Bachläufe unterteilte und steil abfallende Massiv des A’ Ghlas-bheinn markant das Talende von Strath Croe und das Ostende von Loch Duich. Etwas unterhalb des Gipfels liegen westlich und südlich mehrere kleine Bergseen. Vom durch einen Cairn markierten Gipfel führt ein felsiger Grat nach Norden über mehrere Vorgipfel, den 818 m hohen Creag na Saobhie und den 732 m hohen Meall Dubh, bis zum Bealach na Sròine auf etwa 500 m Höhe. Etwas nördlich dieses Bealachs liegen die Falls of Glomach, einer der höchsten Wasserfälle der britischen Inseln. Nach Südsüdost führt ein felsiger Grat über mehrere namenlose Vorgipfel bis zum Bealach na Sgairne. Auf seiner Ostseite fällt der A’ Ghlas-bheinn im oberen Bereich zunächst steil und felsig in das breite Gleann Gaorsaic ab, im unteren Bereich dann sanfter mit Grashängen auslaufend.

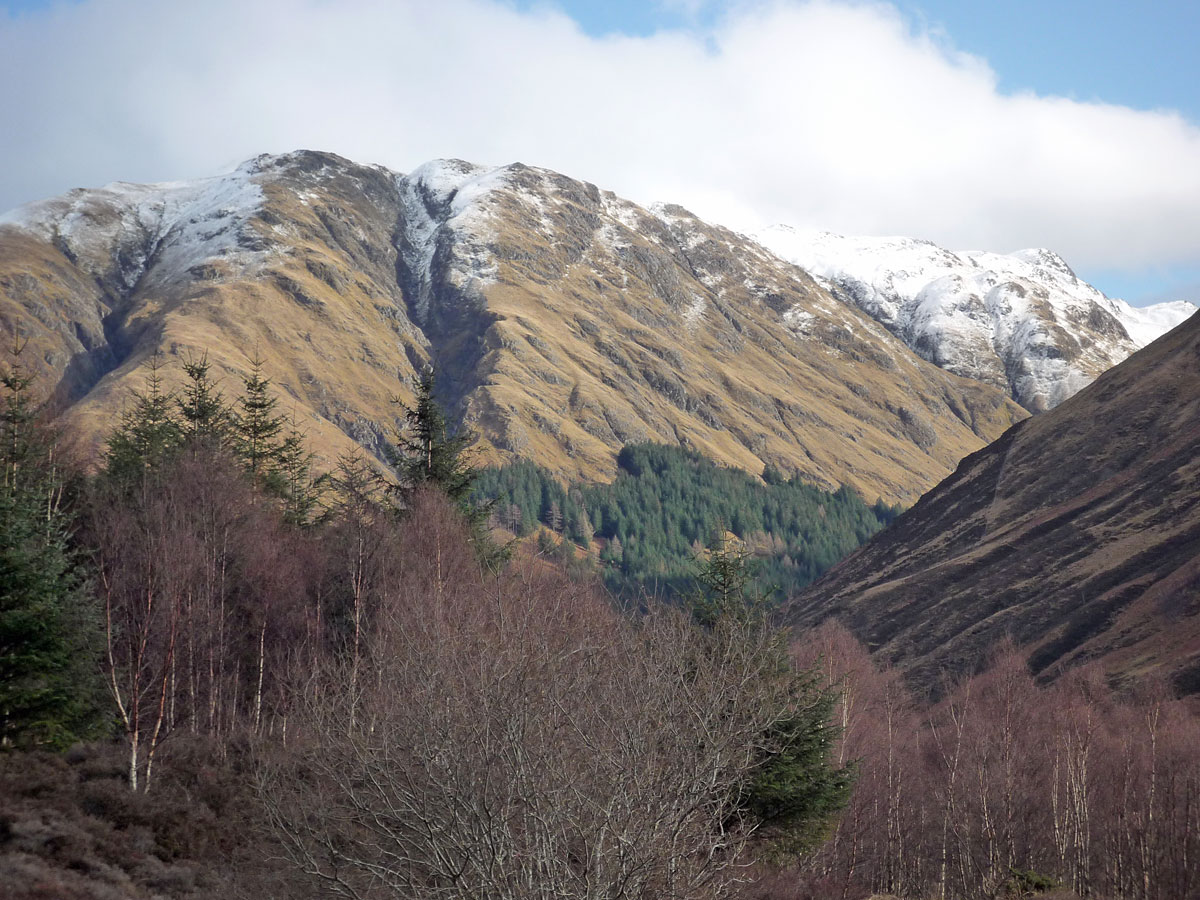
Blick von Westen aus dem Strath Croe zum A’ Ghlas-bheinn
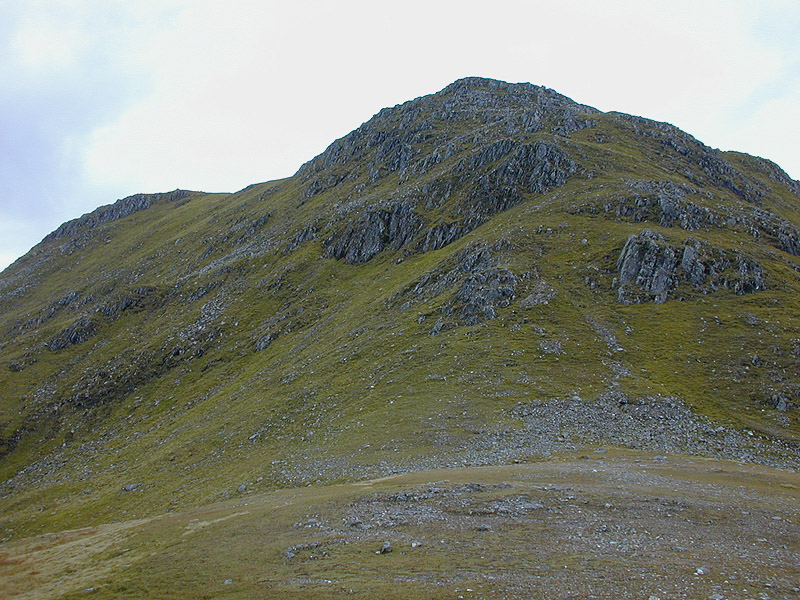
Der Gipfelbereich des A’ Ghlas-bheinn von Nordosten, aus dem Sattel zum Creag na Saobhie
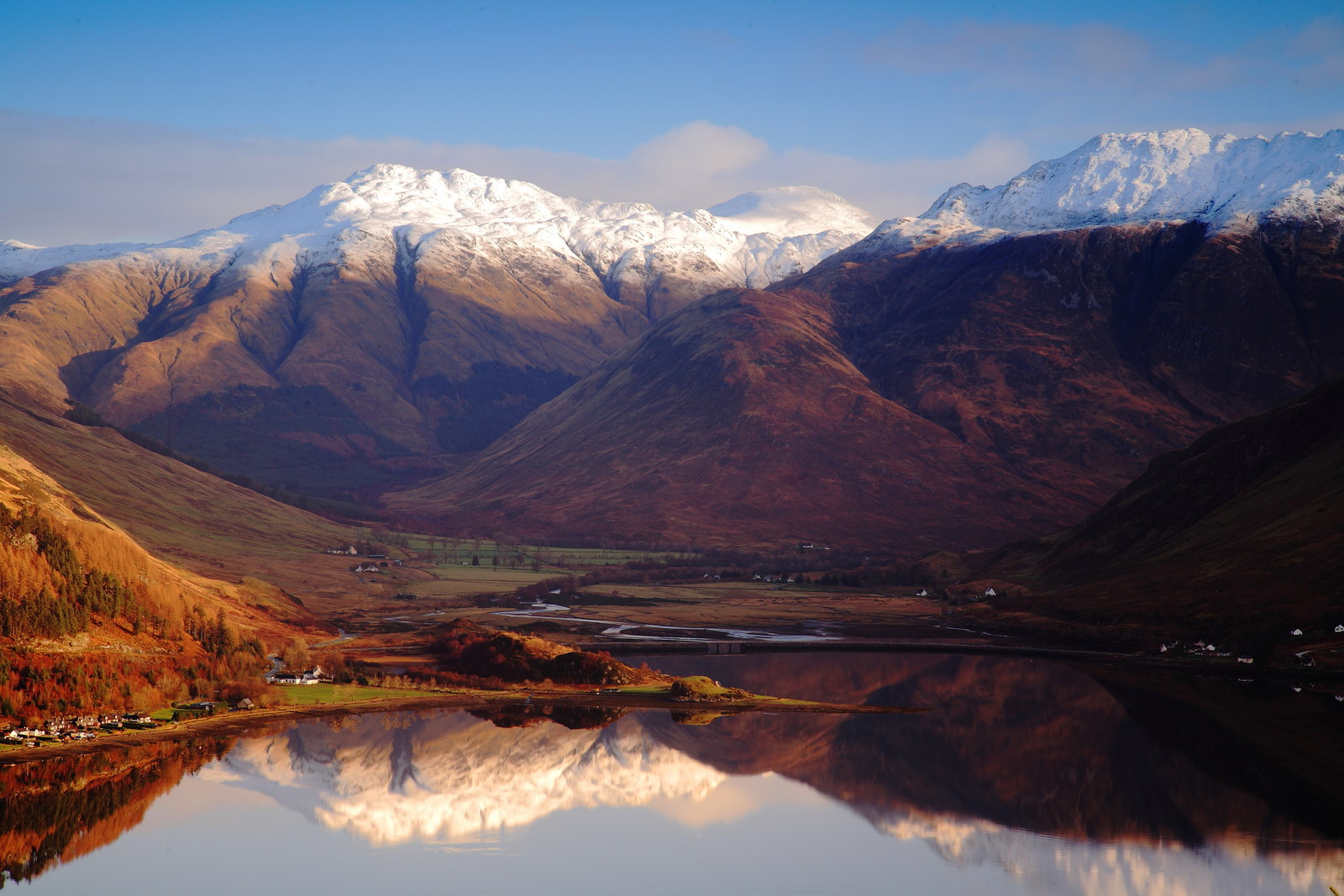
Blick über Loch Duich auf den A’ Ghlas-bheinn (links) und den Beinn Fhada (rechts)
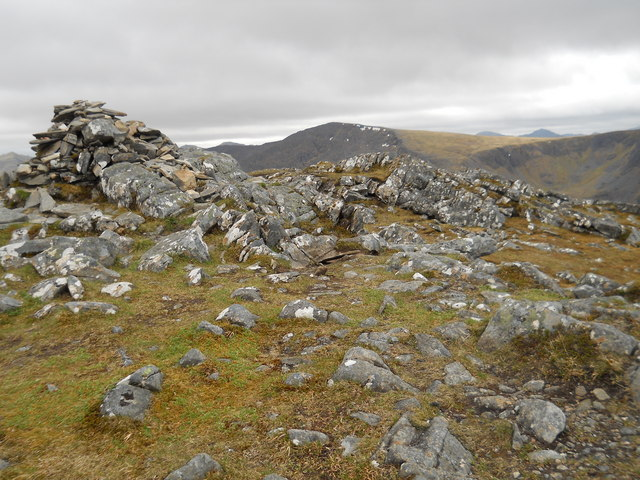
Der Cairn auf dem Gipfel des A’ Ghlas-bheinn

Eine Besteigung des A’ Ghlas-bheinn ist auf verschiedenen Wegen möglich. Ausgangspunkt ist ein Outdoor-Center bei Morvich, östlich von Loch Duich, etwas abseits der A87. Der einfachste Zustieg führt von dort durch das Tal des Abhainn Chonaig, eines Seitenflusses des River Croe, und das Gleann Chòinneachain nach Osten. Ein alter Jagdpfad führt hier über den Bealach na Sgairne. Ab der Passhöhe kann der Gipfel über den felsigen Südgrat erreicht werden. Alternativ kann aus dem Strath Croe auch der Weg zu den Falls of Glomach genutzt werden, der durch ein Seitental nach Nordosten über den Bealach na Sròine führt. Von dort ist ein Zustieg ansteigend in der Flanke des Nordgrats bis zum Gipfel möglich.